# Ptychostomella brachycephalus
Ptychostomella brachycephalus är en djurart som tillhör fylumet bukhårsdjur, och som först beskrevs av Claude Lévi 1954.  Ptychostomella brachycephalus ingår i släktet Ptychostomella och familjen Thaumastodermatidae. Inga underarter finns listade i Catalogue of Life.